# Priamurskij
Priamurskij (russisk: Приаму́рский) er en bymæssig bebyggelse (russisk: Посёлок городского типа) i den Jødiske autonome oblast i det den fjernøstlige del af Rusland. Den har et indbyggertal på 3.153 (2023) indbyggere.
Priamurskij ligger tæt ved grænsen til Khabarovsk kraj og ca. 7 kilometer fra floden Amurs hovedløb. Den ligger ca. 150 kilometer øst for oblastens hovedby Birobidzjan og blot ca. 15 kilometer fra storbyen Khabarovsk.